# Cantone di Río Verde
Il cantone di Río Verde è un cantone dell'Ecuador che si trova nella provincia di Esmeraldas.
Il capoluogo del cantone è Rioverde.